# Deoghar

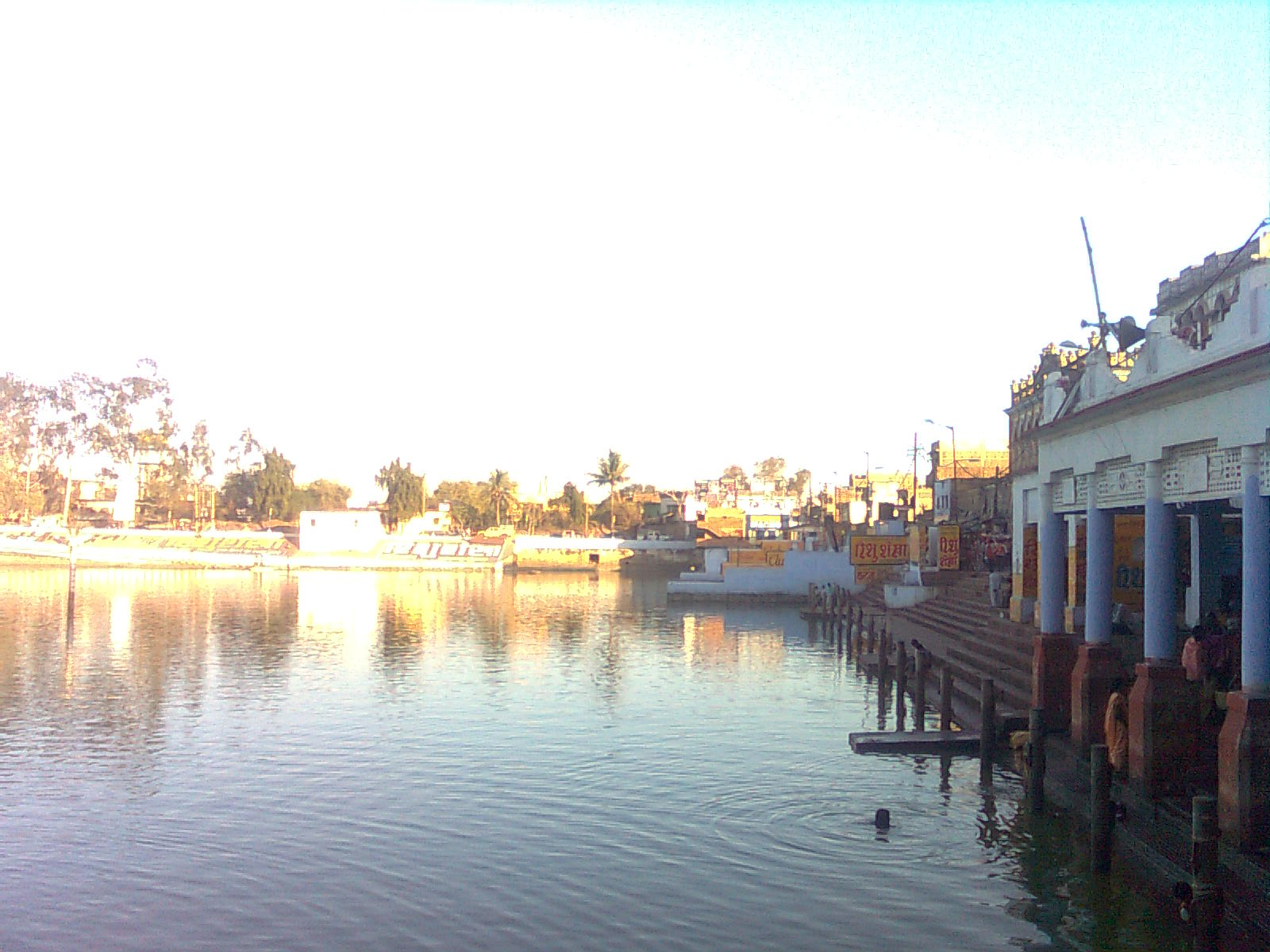
Shivganga, en damm i Deoghar.

Deoghar (hindi: देवघर) är en stad i den indiska delstaten Jharkhand och är centralort i ett distrikt med samma namn. Folkmängden uppgick till 203 123 invånare vid folkräkningen 2011.